# Othello (téléfilm, 1981)
Pour les articles homonymes, voir Othello.
Pour plus de détails, voir Fiche technique et Distribution.
Othello est un téléfilm anglais réalisé par Jonathan Miller, et diffusé sur la chaine British Broadcasting Corporation le 4 octobre 1981.

## Fiche technique
- Titre original : Othello
- Pays d'origine :  Royaume-Uni
- Année : 1981
- Réalisation : Jonathan Miller
- Histoire : William Shakespeare, d'après sa pièce éponyme
- Production : Jonathan Miller
- Société de production : British Broadcasting Corporation et Time-Life Television Productions
- Musique : Stephen Oliver
- Montage : Malcolm Banthorpe
- Costumes : Raymond Hughes
- Maquillage : Eileen Mair
- Langue : anglais
- Format : Couleur – 1,33:1 – Mono
- Genre : Drame
- Durée : 195 minutes
- Dates de sortie : 
  -  Royaume-Uni : 4 octobre 1981
  -  États-Unis : 12 octobre 1981

## Distribution
- Anthony Hopkins : Othello
- Bob Hoskins : Iago
- Penelope Wilton : Desdémone
- David Yelland : Cassio
- Anthony Pedley : Roderigo
- Rosemary Leach : Emilia
- Geoffrey Chater : Brabantio
- John Barron (en) : Duc de Venise
- Alexander Davion : Gratiano